# Alejandro Rivero
Alejandro Rivero (Quilmes, Provincia de Buenos Aires, Argentina, 12 de junio de 1998) es un futbolista argentino. Juega de arquero en Huracán (CR), del Torneo Federal Argentino.

## Carrera
Rivero surgió de las inferiores de Arsenal, donde es jugador del plantel profesional desde 2016. El 9 de mayo de 2018 integró por primera vez el banco de suplentes, en la derrota por 2-0 contra Racing. Tres días después volvió a estar dentro de los 18 nominados, siendo suplente frente a Defensa y Justicia.

## Clubes
|  | Club    | País      | Año             |
|  | ------- | --------- | --------------- |
|  | Arsenal | Argentina | 2016 - Presente |

## Estadísticas

### Clubes
- Actualizado hasta el 28 de enero de 2021.

| Arsenal Argentina |                     |                     |   |   |   |   |   |   |   |   |
| 1.ª | 2016                | 0                   | 0 | 0 | 0 | - | - | 0 | 0 |   |
| 1.ª | 2016-17             | 0                   | 0 | 0 | 0 | 0 | 0 | 0 | 0 |   |
| 1.ª | 2017-18             | 0                   | 0 | 0 | 0 | - | - | 0 | 0 |   |
| 2.ª | 2018-19             | 0                   | 0 | 0 | 0 | - | - | 0 | 0 |   |
| 1.ª | 2019-20             | 0                   | 0 | 0 | 0 | - | - | 0 | 0 |   |
| 1.ª | 2020                | -                   | - | 3 | 0 | - | - | 3 | 0 |   |
| Total club | Total club          | Total club          | 0 | 0 | 3 | 0 | 0 | 0 | 3 | 0 |
| Total en su carrera | Total en su carrera | Total en su carrera | 0 | 0 | 3 | 0 | 0 | 0 | 3 | 0 |
| (1) Las copas nacionales se refiere a la Copa Argentina y a la Copa de la Liga Profesional. (2) Las copas internacionales se refiere a la Copa Libertadores y a la Copa Sudamericana. |                     |                     |   |   |   |   |   |   |   |   |